# ستيف برادلي
ستيف برادلي (بالإنجليزية: Steve Bradley)‏ هو مصارع هاوي أمريكي، ولد في 10 ديسمبر 1975 في بوسطن في الولايات المتحدة، وتوفي في 4 ديسمبر 2008 في مانشستر في الولايات المتحدة.

## روابط خارجية
- ستيف برادلي على موقع CageMatch worker (الإنجليزية)